# Sabine Steffens

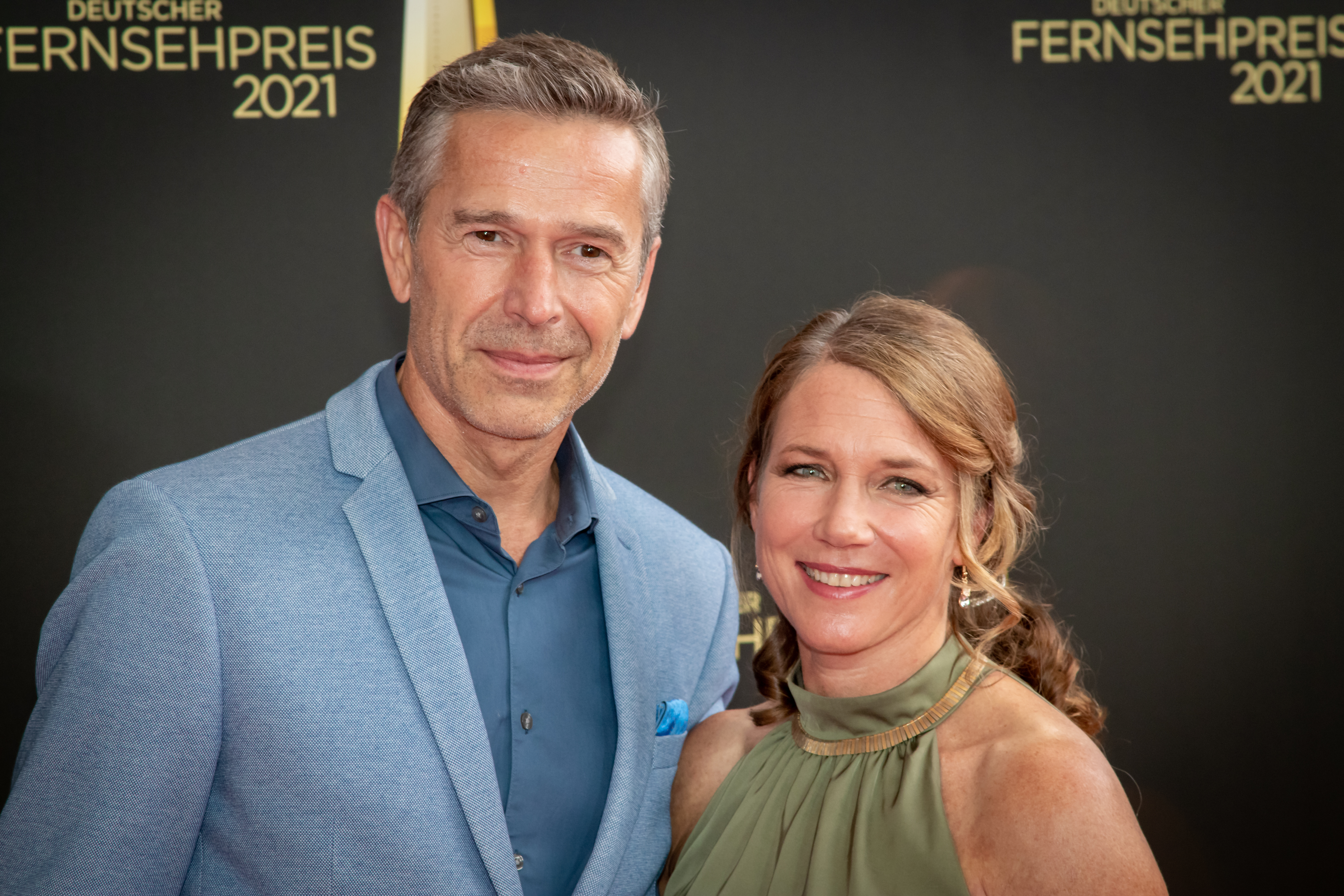
Dirk und Sabine Steffens, 2021

Sabine Katharina Steffens (zuvor Armsen, * in München) ist eine deutsche Filmemacherin.

## Leben
Armsen studierte Biologie an der Technische Universität München (1991–1997) sowie Tropical Ecology am Smithsonian Tropical Research Institute in Panama (1996–2000) und der Uni Würzburg (1998–2001). Ab 2001 war sie Wissenschaftsjournalistin beim ZDF. Seit 2022 leitet sie die Redaktion von GEO Film, RTL Studios in München.
Im November 2023 heiratete sie Dirk Steffens, das Paar lebt in Icking. Aus ihrer Ehe mit Rallo Armsen hat sie Zwillingssöhne.
Gemeinsam mit ihrem Ehemann moderiert sie Kettenreaktion – Der GEO-Podcast.

## Filmographie
- 2009–2020: Terra X: Faszination Erde (14 Folgen)
- 2020: Leschs Kosmos
- 2023, 2024: Die große GEO-Story